# Język haida
Język haida – zagrożony wymarciem język Haidów z Wyspy Królowej Charlotty, niegdyś zaliczany do języków na-dene (1915), jednak przynależności do tej rodziny nie udało się udowodnić. Dziś uważa się go za język izolowany.
W atlasie zagrożonych języków świata UNESCO obydwa dialekty języka haida – północny i południowy – zostały sklasyfikowane jako krytycznie zagrożone.